# No. 4 破捲而出
《No. 4 破捲而出》是在自然捲的第四張專輯，於2008年7月14日發行。而此張專輯也是自然捲重組之後的首張專輯。
雖然少了如娃娃般天籟般的聲音，但自然捲並沒有失去原本的風采，反而靠著Riecky活潑的小提琴彈奏與陽明的爵士鼓與電子元素的加入，讓整個自然捲樂團產生不一樣的氛圍。

## 曲目
1. 自然繭
  - 作詞：奇哥　作曲：奇哥
2. 洛基的第六滴血
  - 作詞：奇哥　作曲：奇哥
3. 健身房男孩
  - 作詞：奇哥　作曲：奇哥
4. 猴子怕高
  - 純音樂
5. 國王的心衣
  - 作詞：奇哥　作曲：奇哥
6. 白外套
  - 作詞：Riecky　作曲：Riecky
7. 小木偶
  - 作詞：奇哥　作曲：奇哥
8. 環島短行歌
  - 作詞：奇哥　作曲：奇哥
9. 陽明春曉
  - 純音樂
10. 晚安
  - 作詞：奇哥　作曲：奇哥
11. 關
  - 作詞：奇哥　作曲：奇哥